# 한국보건복지인재원
한국보건복지인재원(韓國保健福祉人材院, Korea Human Resource Institute for Health and Welfare)은 보건복지 분야 공무원 및 종사자의 전문성 향상을 위한 교육훈련 등의 업무를 수행하는 교육전문기관으로 한국보건복지인재원법에 의거 2004년 설립된 정부출연기관으로 보건복지부 소관의 공공기관이다.
충청북도 청주시 흥덕구 오송읍 소재 오송보건의료행정타운 내에 위치해 있다.

## 주요기능 및 역할
- 보건복지 관련 업무 종사자 및 공무원에 대한 교육훈련
- 보건복지분야 교육강사 양성 및 훈련 프로그램 연구개발·보급 및 관리
- 보건복지분야 인력개발에 관한 연구
- 국내외 보건복지 관련 정보·자료수집 및 간행물 발간
- 보건복지분야 인력개발을 위한 국제협력사업
- 기타 위·수탁 및 부대사업 등

## 연혁
- 1998년 12월 31일: 국립사회복지연수원, 국립보건원 훈련부 통합
- 2001년 3월 29일: 국립보건원 보건복지연수부로 개칭
- 2004년 6월 29일: (재)한국보건복지인력개발원 설립 인가
- 2004년 11월 1일: 보건복지부 위탁교육 개시
- 2007년 4월 4일: 한국보건복지인력개발원법 시행 및 개원
- 2008년 1월 1일: 사회복무요원 직무교육사업 시작
- 2008년 6월 8일: 보건복지직무전문교육 사이버교육 도입
- 2009년 2월 4일: 글로벌헬스케어전문인력양성사업 시작
- 2010년 11월 3일: 기관이전(오송보건의료행정타운)
- 2013년 1월 31일: 기타공공기관 지정해제, 위탁집행형 준정부기관 지정
- 2022년 1월 28일: 한국보건복지인력개발원에서 한국보건복지인재원으로 명칭 변경

## 조직

### 한국보건복지인재원장
- 자문위원회
- 차세대정보화추진단(TF)
- 감사팀
- 교수연구실
  - 교수
  - 연구개발단

#### 경영전략본부
- 경영기획부
  - 기획예산팀
  - 평가혁신팀
- 운영지원부
- 정보화전략부
- 인재경영단

#### 사회복지교육본부
- 교육총괄부
  - 기획평가팀
  - 교육혁신팀
- 복지행정교육부
  - 융합교육팀
- 사회서비스교육부
- 사이버교육센터
- 지역사회서비스 중앙지원단

#### 보건생명교육본부
- 건강증진교육부
- 질병관리교육부
- 글로벌협력센터
- 식의약안전교육단

#### 보건산업교육본부
- 보건산업인재교육부
  - 총괄조정팀
  - 일자리혁신팀
- 글로벌헬스케어교육부
- 제약·의료기기·화장품교육부

#### 사회복무교육본부
- 사회복무교육팀
- 지역별교육센터
  - 서울교육센터
  - 부산교육센터
  - 대구교육센터
  - 경인교육센터
  - 광주교육센터
  - 대전교육센터

#### 아동복지교육본부
- 아동복지교육부
- 아동자립지원단
- 아동안전지원단